# Jerusalem Tower Hotel

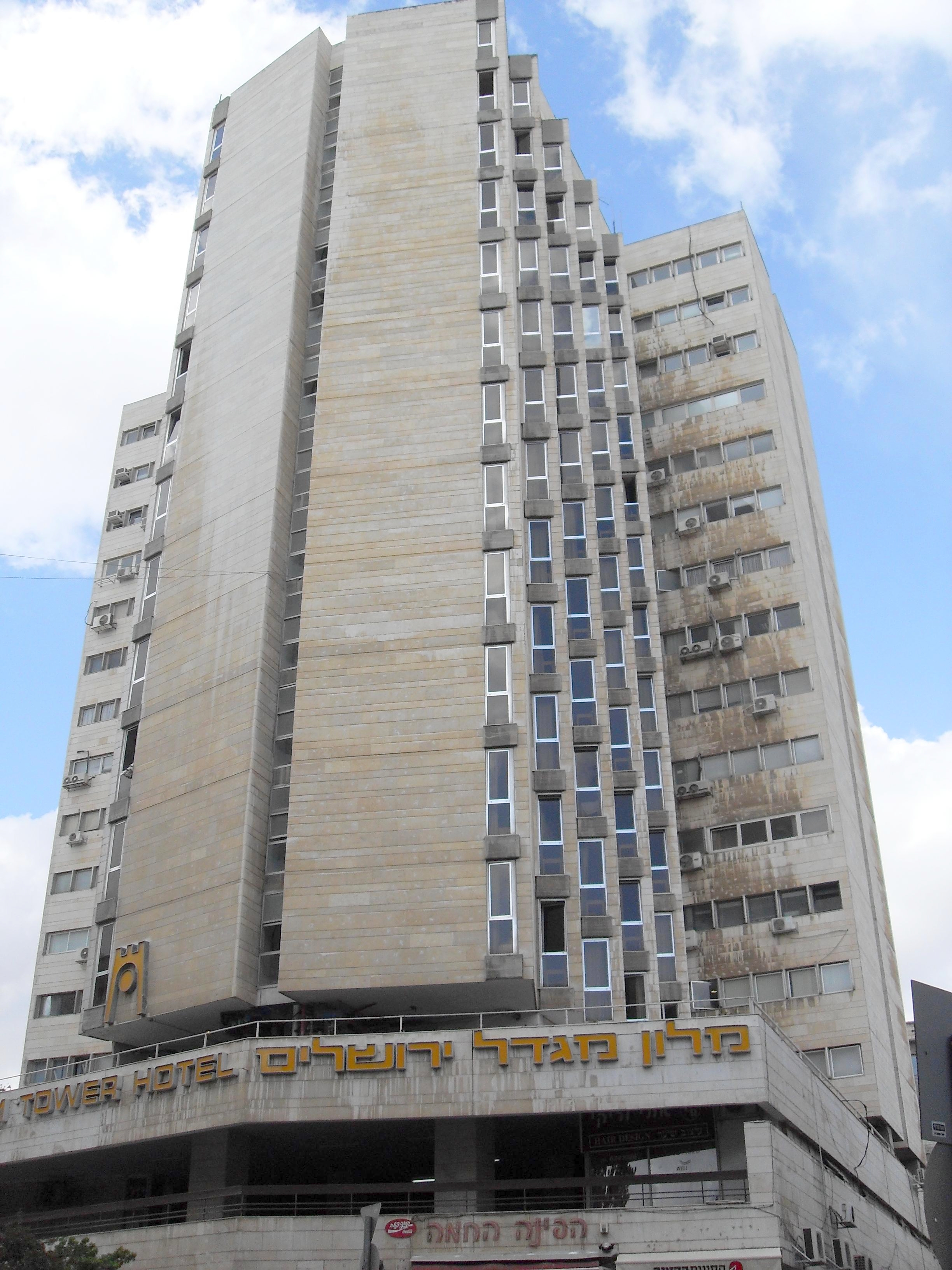
Tower-Hotel

Das Tower-Hotel (hebräisch מְלוֹן מִגְדַּל יְרוּשׁלים Məlōn Migdal Jərūschalajim) ist ein 64,79 m hoher Hotelbau in Jerusalem. Als erstes Hochhaus der Stadt war und ist es prägend für das Stadtbild Jerusalems.

## Geschichte

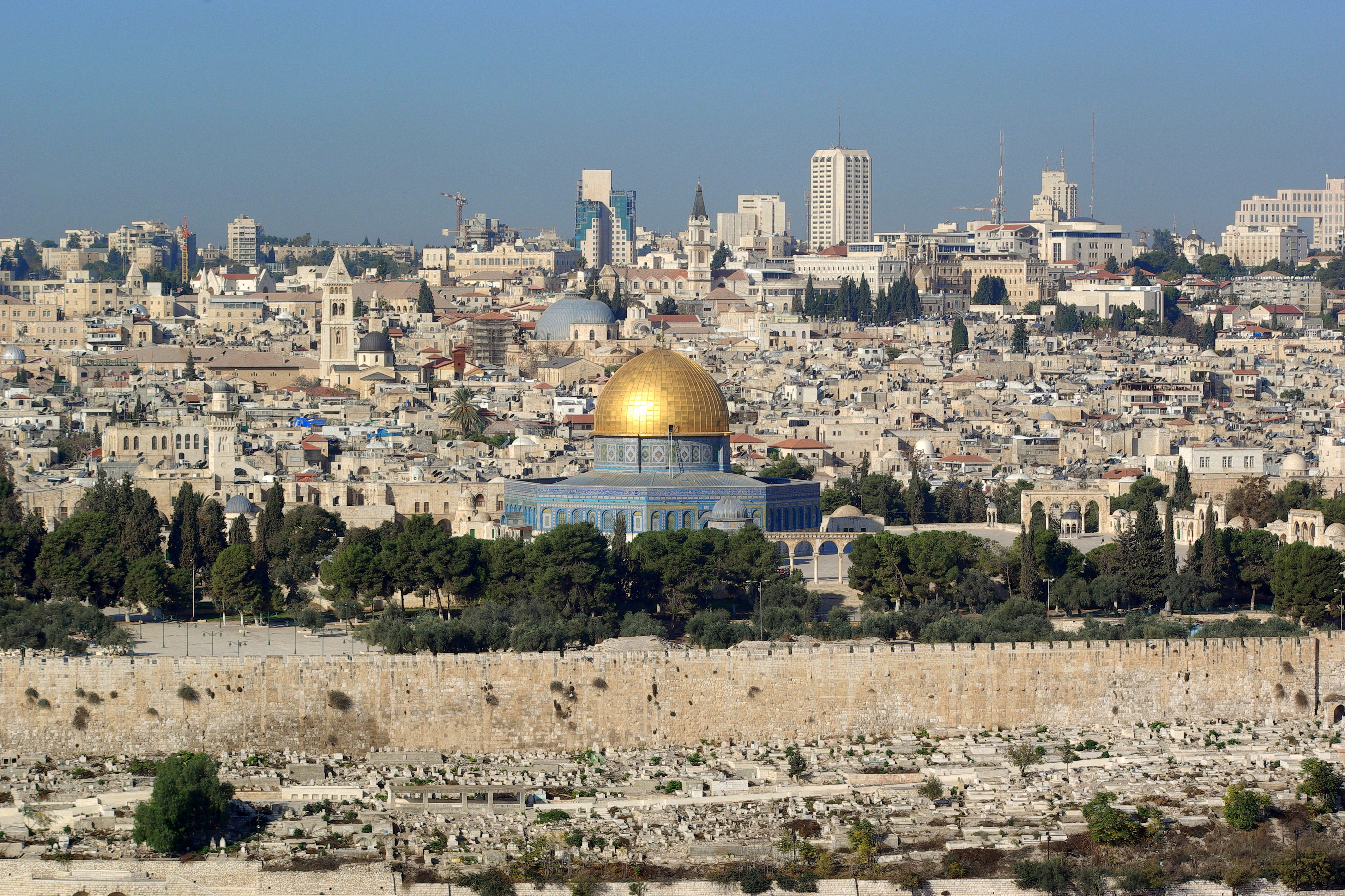
Skyline von Jerusalem mit Stadtbild-prägenden Hochhäusern

Das Gebäude wurde in den frühen 1960er Jahren vom Bauunternehmen Rasco geplant, dass zu dieser Zeit eines der größten Bauunternehmen des Landes war. Der Architekt war Ruben Tröstler. Die Bauunternehmung fand zwischen 1965 und 1970 statt. Nach Fertigstellung wurden weitere Turmbauten in Jerusalem realisiert, welche die Skyline der Stadt sehr geprägt haben.

## Gebäude
Das Gebäude steht an der Hillel Straße im Zentrum von Jerusalem. Es hat eine Höhe von 17 Stockwerken und ist in zwei Flügel, ein Hotel und einen Bürotrakt, unterteilt. Unter dem Gebäude wurde eine Tiefgarage gebaut. Am Südeingang befindet sich eine Geschäftspassage. Das Hotel hat 120 Zimmer und wurde zuletzt 2012 renoviert.